# Mini Moni Song Daihyakka Ikkan
Albums de Mini Moni
Together! -Tanpopo, Petit, Mini, Yūko-
(2001) Mini Moni ja Movie: Okashi na Daibōken! OST
(2003)
Singles
 Mini Moni Song Daihyakka Ikkan  (ミニモニ。ソング大百科1巻, ou Minimoni etc.) est le 1er album du groupe de J-pop Mini Moni, sous-groupe de Morning Musume.

## Présentation
L'album sort le 26 juin 2002 au Japon sous le label Zetima, écrit et produit par Tsunku (sauf un titre). Il atteint la 4e place du classement de l'Oricon. Il se vend à 116 040 exemplaires la première semaine, et reste classé pendant dix semaines, pour un total de 187 470 exemplaires vendus durant cette période. Une première édition de l'album, produite en quantité limitée, est vendue dans un étui cartonné, contenant en supplément deux cartes à collectionner, un marque-page, et deux pin's.
L'album contient seize titres, parfois très courts, dont neuf déjà parus en "face A" ou "co-face A" des cinq singles sortis précédemment : Mini Moni Jankenpyon! / Haru Natsu Aki Fuyu Daisukki!, Mini Moni Telephone! Rin Rin Rin / Mini Moni Bus Guide, Mini Hams no Ai no Uta (attribué à l'origine à "Mini Hams"), Mini Moni Hina Matsuri! / Mini Strawberry Pie, et Ai~n Taisō / Ai~n! Dance no Uta (attribué à l'origine à "Baka Tono Sama to Mini Moni Hime") ; seule manque la "face B" du single Mini Hams no Ai no Uta, le seul à ne pas être un single "double face A". Les deux chansons du single Ai~n Taisō / Ai~n! Dance no Uta sont interprétées en collaboration avec le comique Ken Shimura, dans son personnage de Baka Tono Sama.
Membres du groupe
Mari Yaguchi ; Nozomi Tsuji ; Ai Kago ; Mika Todd

## Liste des titres
Toutes les chansons sont écrites et composées par Tsunku, sauf titre n°6 écrit par Hiroyuki Tomonaga et composé par Akihiko Takashima.
| 1.  | Mini Moni Jankenpyon! (ミニモニ。ジャンケンぴょん!)                                | Takao Konishi            | 3 min 13 s |
| 2.  | Mini Hams no Ai no Uta (ミニハムずの愛の唄)                                        | Cher Watanbe             | 3 min 16 s |
| 3.  | Ai~n! Dance no Uta (アイ〜ン! ダンスの唄)                                          | Hideyuki "Daichi" Suzuki | 3 min 18 s |
| 4.  | Mini Moni Hina Matsuri! (ミニモニ。ひなまつり!)                                    | Takao Konishi            | 3 min 41 s |
| 5.  | I Love Blues (あいらぶぶる〜す)                                                    | Hiroshi Uesugi           | 3 min 55 s |
| 6.  | Ai~n Taisō (あい〜ん体操)                                                          | Takao Konishi            | 2 min 56 s |
| 7.  | Vitamin Fusoku Kaishō Kōkyōkyoku (ビタミン不足解消交響曲)                          | Shunsuke Suzuki          | 2 min 40 s |
| 8.  | Haru Natsu Aki Fuyu Daisukki! (春夏秋冬だいすっき!)                                | Rui Nagai                | 4 min 40 s |
| 9.  | Suki, Suki, Kirai, Kirai, Kirai, Suki (すき・すき・きらい・きらい・きらい・すき。) | Tomō Ishitsuka           | 1 min 47 s |
| 10. | Mini Moni no Dekkai Tabi (ミニモニ。のでっかい旅)                                  | Takao Konishi            | 3 min 11 s |
| 11. | Okashi no Machi (お菓子の街)                                                       | Takao Konishi            | 3 min 04 s |
| 12. | Mini Moni Telephone! Rin Rin Rin (ミニモニ。テレフォン! リンリンリン)              | Takao Konishi            | 3 min 07 s |
| 13. | Chiccha na Chiccha na Onna no Ko (ちっちゃなちっちゃな女の子)                      | Masato Yamao             | 1 min 57 s |
| 14. | Mini Strawberry Pie (ミニ。ストロベリ〜パイ)                                       | Mikio Sakai              | 3 min 13 s |
| 15. | Ohayōsan ~Mata Ashita no Uta~ (おはようさん〜また明日の唄〜)                       | 23's                     | 1 min 37 s |
| 16. | Mini Moni Bus Guide (ミニモニ。バスガイド)                                         | Takao Konishi            | 3 min 49 s |